# Sooraj Barjatya
Sooraj R. Barjatya (Mumbai, 22 febbraio 1965) è un regista, sceneggiatore e produttore cinematografico indiano.
Inizia la sua carriera nel 1989 con Maine Pyar Kiya, interpretato da Salman Khan e rivelatosi un notevole successo al botteghino. Con questo film ottiene il riconoscimento Filmfare Award for Most Sensational Debut of the Year.
Fa ancora squadra con Salman per altri due film di successo: Hum Aapke Hain Koun...! del 1994,  uno dei principali blockbusters di tutti i tempi in India, e Hum Saath-Saath Hain del 1999.

## Filmografia

### Regista e sceneggiatore
- Maine Pyar Kiya (1989)
- Main Prem Ki Diwani Hoon (2003)
- Un Tesoro Chiamato Amore (Prem Ratan Dhan Payo) (2015)

### Regista, sceneggiatore e produttore
- Hum Aapke Hain Koun...! (1994)
- Hum Saath-Saath Hain (1999)
- Il mio cuore dice sì (Vivah) (2006)